# (9739) Powell
(9739) Powell est un astéroïde de la ceinture principale, de la famille de Hungaria.

## Description
(9739) Powell est un astéroïde de la ceinture principale, de la famille de Hungaria. Il présente une orbite caractérisée par un demi-grand axe de 1,94 UA, une excentricité de 0,08 et une inclinaison de 18,7° par rapport à l'écliptique.

## Compléments